# Minikowo (powiat tucholski)
Minikowo – (niem. 1942-1945 Minchau) wieś w Polsce położona w województwie kujawsko-pomorskim, w powiecie tucholskim, w zachodniej części gminy Lubiewo, nad jeziorem Minikowskim.
W latach 1975–1998 miejscowość administracyjnie należała do województwa bydgoskiego.
Wieś leży na terenie pagórkowatym, szczególnie w części południowej. Na jej obszarze znajdują się trzy jeziora rynnowe. Minikowo zajmuje powierzchnię 3522,87 ha.
Minikowo posiada dość rozczłonkowaną zabudowę. Obok wsi skupiającej większość mieszkańców w odległości 1-1,5 km od niej istnieją osady: Boryny I Gapie Góry (skupiające 15 gospodarstw rolnych); Rabuśkowo, obejmujące 20 gospodarstw; oraz powstałe w 1991 r. osiedle Nadleśnictwa Zamrzenica, nazywane Gdynią, z 7 budynkami, w których zamieszkuje 14 rodzin.
Do najważniejszych inwestycji, które zostały przeprowadzone w ostatnich latach, można zaliczyć: wybudowanie kościoła (2000), wodociągi, telefonizacja wsi, modernizacja remizy oraz świetlicy, zagospodarowanie terenów po starej kuźni przy kościele oraz uprzątnięcie starego cmentarza ewangelickiego.

## Historia
Wieś należała pierwotnie do Żalińskich, podobnie jak sąsiedni Bysławek. Po wstąpieniu jedynej spadkobierczyni do klasztoru Żalińscy oddali swoje dobra w rejonie Bysławka. Tak więc od 1602 roku wieś stała się własnością benedyktynek sprowadzonych z Chełmna. W ciągu wieków miejscowość ta rozrosła się wzdłuż zwartego kompleksu lasów sosnowych rozciągających się nad Brdą.
Do początku XIX wieku we wsi znajdował się kościół filialny parafii w Bysławiu. Obecnie w jego miejscu znajduje się cmentarz i kaplica z figurą św. Jana Nepomucena.
Od pierwszej połowy listopada 1906 r. do co najmniej 11 stycznia 1907 r. w miejscowej szkole elementarnej odbył się strajk dzieci przeciwko nauczaniu religii w języku niemieckim. Z uczestników strajku znane są nazwiska następujących dzieci: F. Megger, Müller. Strajk był elementem znacznie większej akcji biernego oporu wobec pruskich władz szkolnych, która na przełomie 1906 i 1907 r. objęła ponad 460 (!) szkół w prowincji Prusy Zachodnie, czyli przedrozbiorowe Pomorze Gdańskie, Powiśle, ziemię chełmińską i ziemię lubawską oraz część Krajny. Inspiracją dla strajków pomorskich były wcześniejsze działania dzieci w prowincji wielkopolskiej, ze słynnym strajkiem we Wrześni (1901) na czele.
W czasach zaboru pruskiego kółka rolnicze były jedyną ostoją polskiego rolnika. Kółka te zajmowały się między innymi:
- organizowaniem pomocy sąsiedzkiej,
- zbiorowym zaopatrzeniem (sprowadzaniem nawozów sztucznych),
- zakupem spółkowych urządzeń maszyn,
- pracą samokształceniową w zakresie agrotechnicznym, chowem zwierząt i ptactwa, uprawą warzyw i ogrodów,
- problemami gospodarstwa kobiecego, podnoszenia higieny i kultury zdrowotnej,
- problemami doradztwa prawnego tego okresu.

Aktywność społeczna i zaangażowanie kobiet w tym czasie było związane z działalnością kółek rolniczych. Dopiero w okresie późniejszym wyodrębniły się z nich jako osobne koła gospodyń wiejskich. W 1909 roku powstało kółko rolnicze w Bysławiu z liczbą 81 członków i obejmowało rolników z całej parafii Bysław, w tym również wieś Minikowo. Jednym z najaktywniejszych członków był mieszkaniec Minikowa, Franciszek Ostrowicki. Po wojnie powstała Związek Samopomocy Chłopskiej – jako organizacja społeczno-usługowa działająca w środowisku wiejskim, której jednym z zadań statutowych obok organizacji zaopatrzenia wsi w artykuły codziennego użytku, artykuły produkcji rolnej i zbytu było organizowanie i rozwijanie życia społeczno-kulturalnego wsi. Stąd z inicjatywy Gminnego Związku Samopomocy Chłopskiej jesienią 1946 roku założono Koło Gospodyń Wiejskich w Minikowie. Na zebranie założycielskie przybyło 18 gospodyń. Organizatorem i założycielem koła KGW w Minikowie była Magdalena Deja (pracownik spółdzielni).

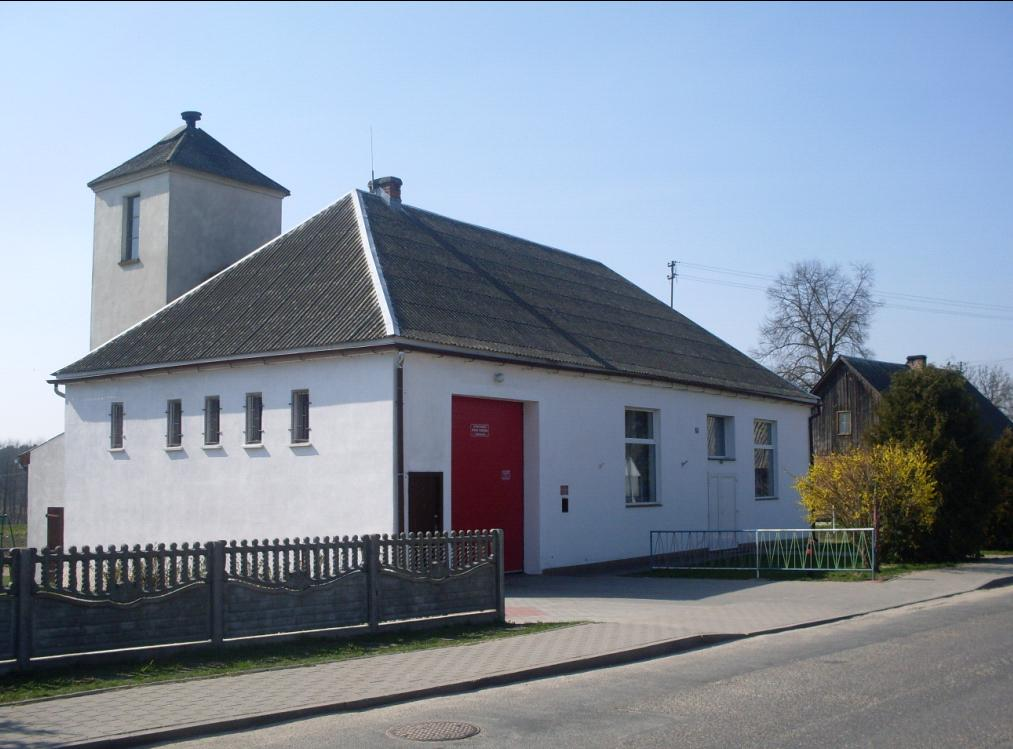
Budynek Remizy OSP oraz Świetlicy Wiejskiej w Minikowie

Jeszcze większe tradycje ma Ochotnicza Straż Pożarna w Minikowie, która powstała w okresie zaboru pruskiego, w okresie wynarodowienia Polaków i germanizacji Pomorza. Walka Polaków z germanizacją przejawiała się również przez organizowanie jednostek OSP. W 1914 wybuchła pierwsza wojna światowa, która osłabiła organizacyjnie straż wskutek zaciągu mężczyzn do wojska. Po uzyskaniu niepodległości pierwszym prezesem pozostał Franciszek Ostrowicki. Podczas okupacji Związek Straży Pożarnej został rozwiązany, przy czym lokalne jednostki straży podporządkowane były Niemcom.
Po wyzwoleniu w maju 1945 r. wznowiono działalność organizacji OSP. Pierwszym prezesem po wojnie został Jan Zywert. W 1957 r. jednostka OSP otrzymała z Komendy Powiatowej Straży Pożarnej w Tucholi sprzęt motorowy: motopompę M-800 Leopolia z kompletnym wyposażeniem, wężami (220 mb) i drabiny. Posiadana remiza strażacka nie odpowiadała wymaganiom na właściwe przechowywanie wyposażenia, w związku z tym jesienią 1958 r. na ogólnym zebraniu strażackim powstała inicjatywa budowy w czynie społecznym nowej remizy strażackiej wraz ze świetlicą, wieżą suszarniczą i wspinalnią, które to obiekty oddano do użytku w 1963 r. Do dzisiaj straż pożarna w Minikowie jest jedną z najlepiej działających i wyposażonych straży w gminie Lubiewo.
Pierwszy telefon wieś otrzymała w roku 1965 i został on zainstalowany w miejscowym sklepie. We wsi istniała szkoła czteroklasowa z dwiema izbami lekcyjnymi. Uczniowie klas 5-8 uczęszczali do szkoły w Bysławku. W latach 70. powołano na terenie gminy Zbiorczą Szkołę Gminną w Lubiewie. W roku 1976 zamknięto szkołę w Minikowie. Obecnie dzieci uczęszczają do szkół w Lubiewie i Bysławiu.
W 1974 r. wybudowano drogę asfaltową na trasie Minikowo-Bysławek (2,5 km), a w 1975 r. wieś została objęta komunikacją autobusową i otrzymała połączenie z Tucholą. W latach 1976–1977 wybudowano drogę asfaltową w kierunku Lubiewa. W styczniu 1960 r. popłynęła energia elektryczna do wszystkich zabudowań we wsi. W roku 1967 powstał Klub Rolnika, w którym utworzono również punkt biblioteczny. W latach 1991–2003 zwodociągowano wieś, wykonano telefonizację wsi, założono nowe chodniki, wybudowano kościółek pod wezwaniem św. Floriana.
Przegląd najważniejszych wydarzeń z historii Minikowa:
- 1602 – właścicielkami wioski stają się benedyktynki z Chełmna
- 1890 – powstanie OSP w Minikowie
- 1945 – wznowienie działalności OSP po wojnie
- 1946 – założenie Koła Gospodyń Wiejskich
- 1958 – powstanie inicjatywy budowy remizy strażackiej i świetlicy
- 1960 – energia elektryczna w zabudowaniach
- 1963 – oddanie do użytku świetlicy wraz z remizą
- 1965 – zainstalowanie pierwszego telefonu
- 1967 – powstanie "Klubu Rolnika" oraz punktu bibliotecznego
- 1976 – zamknięcie szkoły w Minikowie
- 1974 – wybudowanie drogi asfaltowej na 2,5-kilometrowym odcinku do Bysławka
- 1975 – objęcie wioski komunikacją autobusową
- 1976-1977 – powstanie drogi asfaltowej łączącej Minikowo z Lubiewem
- 1991-2003 – zwodociągowanie wsi, telefonizacja oraz założenie nowych chodników
- 2000 – wybudowanie kościoła
- 2002 – otrzymanie od gminy działki pod plac zabaw dla dzieci
- 2003-2004 – modernizacja świetlicy[7]

## Demografia
Po II wojnie światowej liczba ludności w Minikowie znacznie zmalała. Szczególnie duży ruch migracyjny do miast nastąpił w latach 50. i 60. XX wieku i trwa do dzisiaj, ale już w mniejszym stopniu. Obecnie liczba mieszkańców stale zamieszkujących wynosi 362 osoby. Wieś budzi coraz większe zainteresowanie mieszkańców miasta, którzy budują tutaj swoje domy letniskowe, a i sami mieszkańcy niechętnie wyprowadzają się z Minikowa w poszukiwaniu pracy.
Dynamika zmian liczby mieszkańców od roku 1993:
- 1993 – 390
- 1994 – 396
- 1995 – 396
- 1996 – 392
- 1997 – 377
- 2001 – 377
- 2003 – 377
- 2004 – 369
- 2005 – 366
- 2006 – 367
- 2007 – 367
- 2008.06.30 – 366[8]
- 2009.12.31 – 371[9]
- 2010.06.30 – 373[10]
- 2011.06.30 – 371
- 2012.06.30 – 374
- 2013.06.30 – 364
- 2014.06.30 – 362[1]

Wykres liczby ludności miejscowości Minikowo na przestrzeni ostatniego ćwierćwiecza:
Największą populację Minikowo odnotowało w latach 1994-1995, według danych Urzędu Gminy Lubiewo miejscowość liczyła wówczas 396 mieszkańców.

## Turystyka

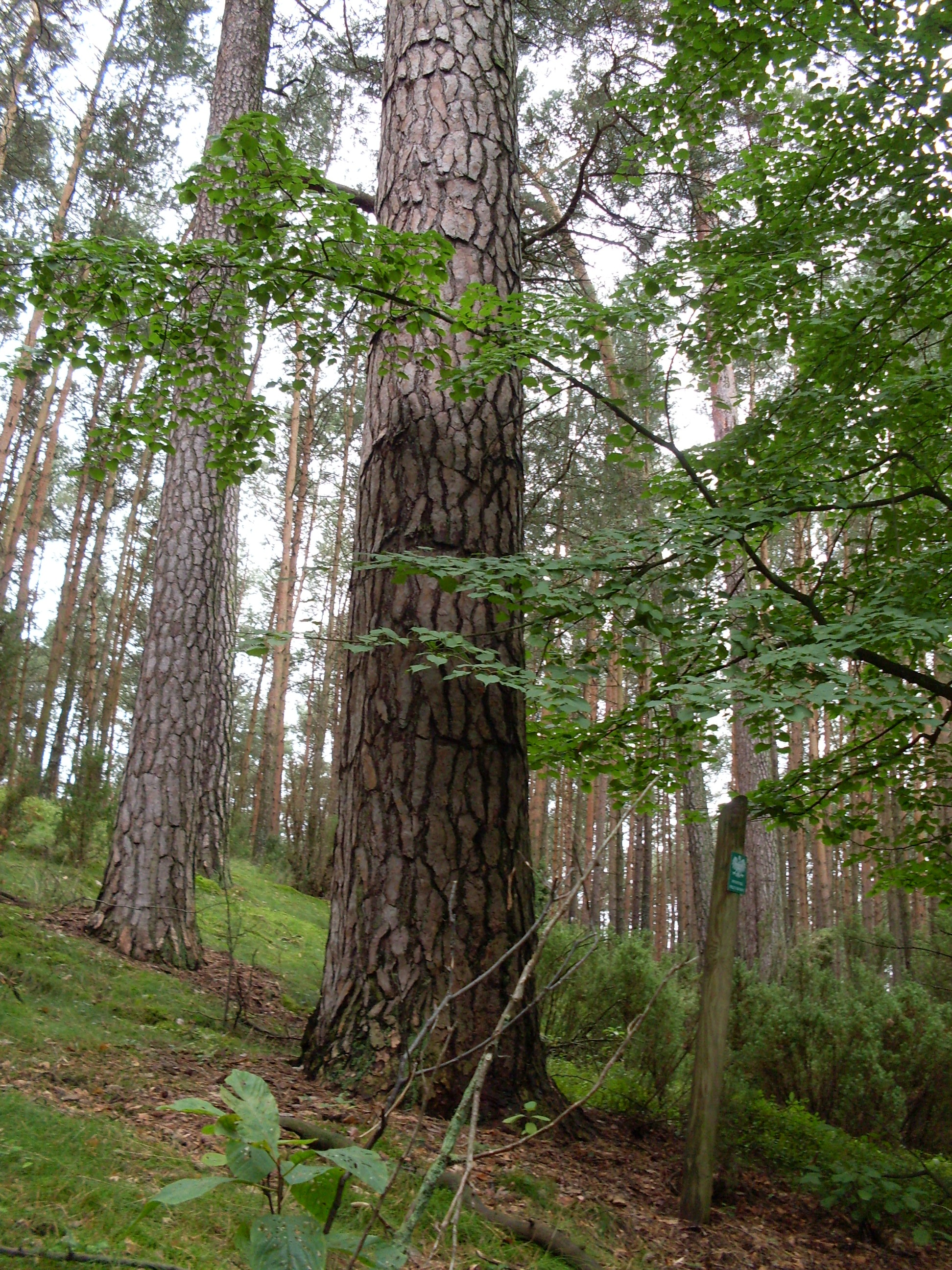
Pomnik Przyrody w Minikowie – Sosna Odmiany Kołnierzykowatej

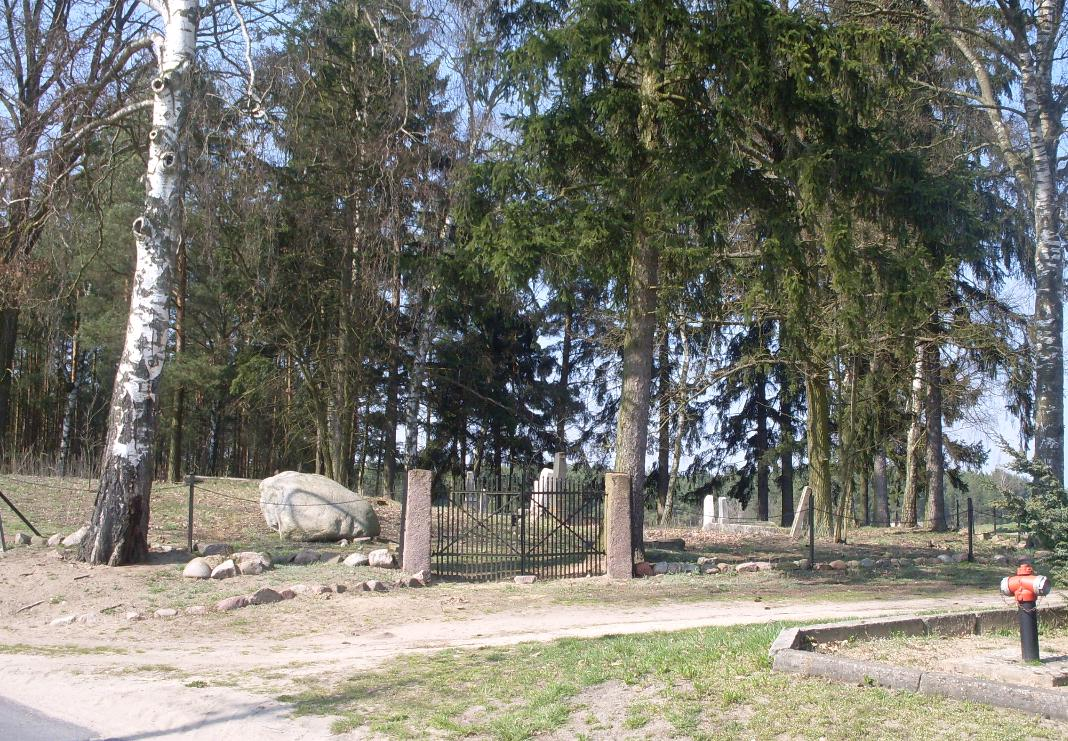
Cmentarz Ewangelicki w Minikowie

Do atrakcji turystycznych we wsi można zaliczyć:
- pomnik przyrody (sosna odmiany kołnierzykowatej o obwodzie 192 cm, znajdująca się nad jednym z jezior),
- dom o konstrukcji drewnianej oraz dom zbudowany z klepek zachodzących na siebie.

Główne zalety Minikowa to czyste powietrze, jeziora i krajobraz. W lasach można spotkać m.in. sarny, lisy, jenoty, jelenie oraz dziki. Z ptaków występują żurawie, bocian czarny, myszołów, kruki, dzięcioł zielony i inne. Wśród bogatej roślinności występuje sasanka leśna. Do Minikowa przyjeżdżają m.in. mieszkańcy Śląska i Łodzi na grzyby i jagody oraz aby popływać na Zalewie Koronowskim. We wsi znajdują się dwa gospodarstwo agroturystyczne oraz Gościniec "Dobry Dom"